# Włodzimierz Krajewski
Włodzimierz Krajewski (ur. 2 stycznia 1936 w Nagórkach, zm. 28 grudnia 2024) – polski polityk i działacz spółdzielczy, poseł na Sejm PRL IX kadencji i na Sejm kontraktowy (X kadencji).

## Życiorys
Ukończył w 1959 studia w Wyższej Szkole Rolniczej w Olsztynie na Wydziale Zootechnicznym. Od 1962 pracował w administracji samorządowej i przedsiębiorstwach państwowych, w pierwszej połowie lat 70. był naczelnikiem gminy Wołomin. W latach 1977–1985 pełnił funkcję prezesa zarządu Spółdzielni Rolniczo-Handlowej „Samopomoc Chłopska” w Kobyłce. Następnie do 1989 kierował komitetem wojewódzkim Zjednoczonego Stronnictwa Ludowego w Warszawie. W latach 90. działał w samorządzie spółdzielczym.
W latach 1985–1991 był posłem na Sejm PRL IX kadencji i na Sejm kontraktowy (X kadencji) z okręgu Warszawa-Praga-Północ. W trakcie IX kadencji pełnił funkcję zastępcy przewodniczącego Komisji Budownictwa, Gospodarki Przestrzennej, Komunalnej i Mieszkaniowej, a w trakcie Komisji Handlu i Usług. Dołączył do Polskiego Stronnictwa Ludowego. Do 2005 kierował strukturami tej partii w powiecie wołomińskim, następnie wchodził w skład zarządu powiatowego.
Pochowany na cmentarzu parafialnym w Kobyłce.

## Odznaczenia
- Krzyż Kawalerski Orderu Odrodzenia Polski (1988)
- Złoty Krzyż Zasługi (1980)
- Medal 40-lecia Polski Ludowej
- Medal 30-lecia Polski Ludowej[1]